# Роббинс, Гарольд
Га́рольд Ро́ббинс (англ. Harold Robbins, настоящее имя — Гарольд Рубин, Harold Rubin, также известен под именем Фрэнсис Кейн; 21 мая 1916, Нью-Йорк — 14 октября 1997, Палм-Спрингс, Калифорния) — американский писатель.
Его книги были переведены на 32 языка. Всего продано более 750 миллионов экземпляров. Книги Роббинса можно характеризовать как остросюжетные романы, где доминантами являются — секс, деньги и власть, в них широко используются светские сплетни и завуалированные факты из биографий известных людей. Каждый новый его роман вызывал резонанс в обществе.

## Биография
Родился 21 мая 1916 года в Нью-Йорке, старшим из четырёх детей в образованной еврейской семье Фрэнсис «Фанни» Смит и Чарльза Рубина. Его родители были эмигрантами из Российской империи, отец из Одессы, а мать из Несвижа. Его отец был успешным фармацевтом на Манхэттене. Гарольд получил образование в George Washington High School. Окончив школу, сменил несколько работ.
Согласно распространенным, но, в основном, сфабрикованным им биографическим рассказам, провёл свое детство в приюте. Утверждал, что заработал свой первый миллион в 20 лет на оптовой торговле сахаром и потерял его перед войной.
В 1937 году оказался без средств к существованию и, переехав в Голливуд, поступил работать в кинокомпанию «Universal Pictures» экспедитором. В этом же году женился в первый раз, брак оказался бездетным, но вне этого брака у него было несколько детей.
Всего был женат три раза, а не пять или шесть, как он рассказывал время от времени. Его первая жена не была (как он утверждал) китайской танцовщицей, которая умерла от пситтакоза после укуса попугая в день своей свадьбы. Она была его подругой детства, её отец и помог Роббинсу получить работу в Голливуде.
Первая книга «Никогда не люби странника» (Never Love A Stranger) была опубликована в 1948 году и основывалась на воспоминаниях детства. Эта книга из-за сцен насилия и секса была запрещена в некоторых американских штатах, например в Пенсильвании, вызвала судебные споры и дала писателю приличную бесплатную рекламу. В это время Роббинс уже работал в сценарном отделе кинокомпании и следующая его книга «Торговцы грезами» (The Dream Merchants, 1949) рассказывает о становлении и развитии американского кино. Теме Голливуда как «фабрике грез» и месте, где трагически рушатся надежды и судьбы людей посвящены многие его книги, в том числе «Куда ушла любовь» (Where Love Has Gone, 1962) «Наследники» (The Inheritors, 1969), «Одинокая леди» (The Lonely Lady, 1976).
С 1957 года становится профессиональным писателем и пишет обычно 5000 слов в день. Многие его романы экранизированы.
После инсульта, спровоцированного злоупотреблением наркотиками, с 1982 года был прикован к инвалидной коляске, но продолжал писать.
Умер 14 октября 1997 года от приступа сердечной и дыхательной недостаточности и был похоронен в Мавзолее в Палм-Спрингс в Калифорнии.